# Txus Rubio
Jesús Rubio Gómez (Andorra la Vieja, 9 de septiembre de 1994), conocido como Jesús Rubio, Chus Rubio o Txus Rubio, es un futbolista andorrano. Juega en la posición de mediocampista en la U. E. Santa Coloma que milita en la Primera División de Andorra.

## Selección nacional
Hizo su debut internacional con la selección de Andorra el 12 de noviembre de 2015 en un partido amistoso ante San Cristóbal y Nieves.
Fue internacional con la selección de Andorra en 50 oportunidades anotando un gol.

### Goles como internacional
Actualizado el 10 de junio de 2022.
| #  | Fecha               | Local                                       | Oponente      | Gol | Resultado | Competición                         |
| -- | ------------------- | ------------------------------------------- | ------------- | --- | --------- | ----------------------------------- |
| 1. | 10 de junio de 2022 | Estadio Nacional, Andorra la Vieja, Andorra | Liechtenstein | 1   | 2-1       | Liga de Naciones de la UEFA 2022-23 |

### Seleccioes inferiores
| Selección          | Año       | Partidos | Goles |
| ------------------ | --------- | -------- | ----- |
| Andorra sub-17     | 2010      | 7        | 0     |
| Andorra sub-19     | 2011-2012 | 5        | 0     |
| Andorra sub-21     | 2013-2016 | 17       | 0     |
| Selección absoluta | 2015-act. | 39       | 1     |

## Clubes
| Club                    | País    | Año       |
| ----------------------- | ------- | --------- |
| U. E. Santa Coloma      | Andorra | 2015-2017 |
| F. C. Andorra           | Andorra | 2017-2018 |
| U. E. Santa Coloma      | Andorra | 2018-2019 |
| F. C. Santa Coloma      | Andorra | 2019      |
| Atlètic Club d'Escaldes | Andorra | 2020-2021 |
| Inter Club d'Escaldes   | Andorra | 2021-2024 |
| U. E. Santa Coloma      | Andorra | 2024-act. |

## Palmarés

### Campeonatos nacionales
| Título           | Club               | País    | Año        |
| ---------------- | ------------------ | ------- | ---------- |
| Copa Constitució | U. E. Santa Coloma | Andorra | 2016, 2017 |